# Habenaria ciliosa
Habenaria ciliosa är en orkidéart som beskrevs av John Lindley. Habenaria ciliosa ingår i släktet Habenaria och familjen orkidéer. Inga underarter finns listade i Catalogue of Life.